# Spilosoma melanodisca
Spilosoma melanodisca là một loài bướm đêm thuộc phân họ Arctiinae, họ Erebidae.